# Scoundrel Club
 (février 2020).
Si vous disposez d'ouvrages ou d'articles de référence ou si vous connaissez des sites web de qualité traitant du thème abordé ici, merci de compléter l'article en donnant les références utiles à sa vérifiabilité et en les liant à la section « Notes et références ».
Scoundrel Club est le troisième des trois EP japonais du groupe de synthpop norvégien a-ha, sorti en 1987, contenant des versions remixes de quelques titres extraits de l'album Scoundrel Days ainsi qu'une version live et la version maxi de Hunting High and Low. Il a été uniquement publié au Japon. Les pistes 1 à 4 ont été incluses dans la version Deluxe 2010 de l'album Scoundrel Days, (La 2e dans sa version intégrale et la 3e en téléchargement uniquement) et la dernière a été incluse dans la version Deluxe 2010 et la version expanded 2015 de l'album Hunting High and Low.

## Titres
| No | Titre                                       | Durée |
| -- | ------------------------------------------- | ----- |
| 1. | Cry Wolf (Extended Version)                 | 8:14  |
| 2. | We're Looking For The Whales (Live Version) | 3:06  |
| 3. | I've Been Losing You (Dub Version)          | 4:29  |
| 4. | Manhattan Skyline (Extended Remix)          | 6:49  |
| 5. | Hunting High and Low (Extended Remix)       | 6:01  |